# Premio César per il miglior adattamento
Il premio César per il miglior adattamento (César du meilleur scénario adaptation) è un premio cinematografico assegnato annualmente dall'Académie des arts et techniques du cinéma alla miglior sceneggiatura, adattata da un'opera preesistente, di un film di produzione francese uscito nelle sale cinematografiche nel corso dell'anno precedente.
È stato introdotto nel 2006, contestualmente al premio per la migliore sceneggiatura originale, in sostituzione del premio per la migliore sceneggiatura originale o il miglior adattamento assegnato dal 1976 al 2005 (ad eccezione del triennio dal 1983 al 1985 nel quale sono stati assegnati due distinti premi).

## Albo d'oro
I vincitori sono indicati in grassetto, a seguire gli altri candidati.
- 1976 - 1982: vedi Premio César per la migliore sceneggiatura originale o il miglior adattamento

### Anni 1980-1985
- 1983: Jean Aurenche, Michel Grisolia e Pierre Granier-Deferre - L'étoile du Nord
  - Jean-Claude Carrière - Danton
  - Robert Hossein e Alain Decaux - I miserabili (Les misérables)
  - Daniel Schmid e Pascal Jardin - Ecate (Hécate)
- 1984: Sébastien Japrisot - L'estate assassina (L'été meurtrier)
  - Claude Berri - Ciao amico (Tchao Pantin)
  - Robert Enrico - In nome dei miei (Au nom de tous les miens)
- 1985: Bertrand Tavernier e Colo Tavernier - Una domenica in campagna (Un dimanche à la campagne)
  - Françoise Giroud e Francis Girod - Scandalo a Palazzo (Le bon plaisir)
  - Andrzej Żuławski e Dominique Garnier - Femme publique (La femme publique)
- 1986 - 2005: vedi Premio César per la migliore sceneggiatura originale o il miglior adattamento

### Anni 2006-2009
- 2006: Jacques Audiard e Tonino Benacquista - Tutti i battiti del mio cuore (De battre mon cœur s'est arrêté) 
  - Patrice Chéreau e Anne-Louise Trividic - Gabrielle (Gabrielle)
  - Costa-Gavras e Jean-Claude Grumberg - Cacciatore di teste (Le couperet)
  - Anne Fontaine e Julien Boivent - Entre ses mains
  - Gilles Taurand e Georges-Marc Benamou - Le passeggiate al Campo di Marte (Le promeneur du champ de Mars)
- 2007: Pascale Ferran, Roger Bohbot e Pierre Trividic - Lady Chatterley
  - Guillaume Canet e Philippe Lefebvre - Non dirlo a nessuno (Ne le dis à personne)
  - Jean-François Halin e Michel Hazanavicius - OSS 117: Le Caire, nid d'espions
  - Philippe Lioret e Olivier Adam - Je vais bien ne t'en fais pas
  - Jean-Michel Ribes - Cuori (Coeurs)
- 2008: Marjane Satrapi e Vincent Paronnaud - Persepolis
  - Christine Carrière - Darling
  - Claude Berri - Ensemble, c'est tout
  - Ronald Harwood - Lo scafandro e la farfalla (Le scaphandre et le papillon)
  - Claude Miller e Nathalie Carter - Un secret
- 2009: François Bégaudeau, Robin Campillo e Laurent Cantet - La classe - Entre les murs (Entre les murs) 
  - Eric Assous, Jérôme Beaujour, Jean Becker e François d'Épenoux - Deux jours à tuer
  - François Caviglioli e Pascal Thomas - Le crime est notre affaire
  - Abdel Raouf Dafri e Jean-François Richet - Nemico pubblico N. 1 - L'istinto di morte (Mesrine: L'instinct de mort) / Nemico pubblico N. 1 - L'ora della fuga (Mesrine: L'ennemi public n° 1)
  - Christophe Honoré e Gilles Taurand - La belle personne

### Anni 2010-2019
- 2010: Stéphane Brizé e Florence Vignon - Mademoiselle Chambon
  - Anne Fontaine e Camille Fontaine - Coco avant Chanel - L'amore prima del mito (Coco avant Chanel)
  - Philippe Godeau e Agnès De Sacy - Le Dernier pour la route
  - Laurent Tirard e Grégoire Vigneron - Il piccolo Nicolas e i suoi genitori (Le Petit Nicolas)
  - Alex Réval e Laurent Herbiet - Gli amori folli (Les Herbes folles)
- 2011: Robert Harris e Roman Polański - L'uomo nell'ombra (The Ghost Writer)
  - Julie Bertuccelli - L'albero (L'Arbre)
  - Jean Cosmos, François-Olivier Rousseau e Bertrand Tavernier - La princesse de Montpensier
  - Éric Lartigau e Laurent de Bartillat - Scatti rubati (L'Homme qui voulait vivre sa vie)
  - François Ozon - Potiche - La bella statuina (Potiche)
- 2012: Yasmina Reza e Roman Polański - Carnage
  - David Foenkinos - La delicatezza
  - Vincent Garenq - Présumé coupable
  - Olivier Gorce, Roschdy Zem, Rachid Bouchareb e Olivier Lorelle - Omar m'a tuer
  - Mathieu Kassovitz, Pierre Geller e Benoît Jaubert - Rebellion - Un atto di guerra (L'ordre et la morale)
- 2013: Jacques Audiard e Thomas Bidegain – Un sapore di ruggine e ossa (De rouille et d'os)
  - Lucas Belvaux – 38 Témoins
  - Gilles Taurand e Benoît Jacquot – Les Adieux à la Reine
  - François Ozon – Nella casa (Dans la maison)
  - Matthieu Delaporte e Alexandre de La Patellière - Cena tra amici (Le Prénom)
- 2014: Guillaume Gallienne - Tutto sua madre (Les Garçons et Guillaume, à table!)
  - Arnaud Desplechin, Julie Peyr e Kent Jones - Jimmy P. (Jimmy P. (Psychotherapy of a Plains Indian))
  - Antonin Baudry, Christophe Blain e Bertrand Tavernier - Quai d'Orsay
  - David Ives e Roman Polański - Venere in pelliccia (La Vénus à la fourrure)
  - Abdellatif Kechiche e Ghalya Lacroix - La vita di Adele (La Vie d'Adèle - Chapitres 1 & 2)
- 2015: Cyril Gély e Volker Schlöndorff - Diplomacy - Una notte per salvare Parigi (Diplomatie)
  - Mathieu Amalric e Stéphanie Cléau - La camera azzurra (La chambre bleue)
  - Sólveig Anspach e Jean-Luc Gaget - Lulu femme nue
  - Lucas Belvaux - Sarà il mio tipo? (Pas son genre)
  - Cédric Anger - La prochaine fois je viserai le coeur
- 2016: Philippe Faucon - Fatima
  - David Oelhoffen e Frédéric Tellier - L'affaire SK1
  - Samuel Benchetrit - Il condominio dei cuori infranti (Asphalte)
  - Vincent Garenq - L'enquête
  - Benoît Jacquot e Hélène Zimmer - Journal d'une femme de chambre
- 2017: Céline Sciamma - La mia vita da Zucchina (Ma vie de Courgette)
  - David Birke - Elle
  - Séverine Bosschem e Emmanuelle Bercot - 150 milligrammi (La fille de Brest)
  - François Ozon - Frantz
  - Nicole Garcia e Jacques Fieschi - Mal di pietre (Mal de pierres)
  - Katell Quillévéré e Gilles Taurand - Riparare i viventi (Réparer les vivants)
- 2018: Albert Dupontel e Pierre Lemaitre - Ci rivediamo lassù (Au revoir là-haut)
  - Xavier Beauvois e Frédérique Moreau - Les Gardiennes
  - Grand Corps Malade e Fadette Drouard - Patients
  - Éric Barbier e Marie Eynard - La promessa dell'alba (La promesse de l'aube)
  - Nicole Garcia e Jacques Fieschi - Mal di pietre (Mal de pierres)
  - Michel Hazanavicius - Il mio Godard (Le redoutable)
- 2019: Andréa Bescond e Éric Métayer - Les chatouilles
  - Emmanuel Finkiel - La douleur
  - Jacques Audiard e Thomas Bidegain - I fratelli Sisters (The Sisters Brothers)
  - Emmanuel Mouret - Lady J (Mademoiselle de Joncquières)
  - Catherine Corsini e Laurette Polmanss - Un amour impossible

### Anni 2020-2029
- 2020: Roman Polański e Robert Harris – L'ufficiale e la spia (J'accuse)
  - Jérémy Clapin e Guillaume Laurant – Dov'è il mio corpo? (J'ai perdu mon corps)
  - Costa-Gavras – Adults in the Room
  - Arnaud Desplechin e Léa Mysius – Roubaix, una luce nell'ombra (Roubaix, une lumière)
  - Dominik Moll e Gilles Marchand – Only the Animals - Storie di spiriti amanti (Seules les bêtes)
- 2021: Stéphane Demoustier – La ragazza con il braccialetto (La Fille au bracelet)
  - Olivier Assayas – Wasp Network
  - Hannelore Cayre e Jean-Paul Salomé – La padrina - Parigi ha una nuova regina (La Daronne)
  - François Ozon – Estate '85 (Été 85)
  - Éric Barbier – Petit Pays
- 2022: Xavier Giannoli e Jacques Fieschi – Illusioni perdute (Illusions perdues)
  - Yaël Langmann e Yvan Attal – L'accusa (Les Choses humaines)
  - Audrey Diwan e Marcia Romano – La scelta di Anne - L'Événement (L'Événement)
  - Céline Sciamma, Léa Mysius e Jacques Audiard – Parigi, 13Arr. (Les Olympiades)
  - Mathieu Amalric – Stringimi forte (Serre moi fort)
- 2023: Gilles Marchand e Dominik Moll – La notte del 12 (La Nuit du 12)
  - Michel Hazanavicius – Cut! Zombi contro zombi (Coupez!)
  - Thierry de Peretti e Jeanne Aptekman – Undercover - L'infiltrato (Enquête sur un scandale d'État)
- 2024: Valérie Donzelli ed Audrey Diwan – Il coraggio di Blanche (L'Amour et les Forêts)
  - Catherine Breillat – Ancora un'estate (L'Été dernier)
  - Vanessa Filho – Le Consentement
- 2025: Jacques Audiard, Thomas Bidegain, Léa Mysius e Nicolas Livecchi – Emilia Pérez
  - Matthieu Delaporte e Alexandre de La Patellière – Il conte di Montecristo (Le Comte de Monte-Cristo)
  - Michel Hazanavicius e Jean-Claude Grumberg – Il dono più prezioso (La Plus Précieuse des marchandises)